# Акронічний схід
Акроні́чний схід — останній схід  зірки, який відбувається після  заходу Сонця.
В процесі річного руху Сонце переміщається серед зірок прямим рухом із заходу на схід. Тому, якщо в якийсь початковий момент часу схід зірки відбувався після заходу Сонця, то з часом, у міру наближення Сонця до зірки, час сходу цієї зірки буде все ближче і ближче до часу заходу Сонця. Останній схід зірки, який відбувається після заходу Сонця, називається акронічним. Надалі зірка починає сходити до заходу Сонця, тому її схід стає тимчасово неспостережний. На різних широтах акронічний схід зірки не обов'язково припадає на один день.
Акронічні сходи різних  небесних світил відігравали важливу роль підтримки правильного рахунку днів в різних календарних системах. Так, у Гесіода в його поемі «Роботи і дні» можна знайти безліч орієнтирів, прив'язують сходи або заходи небесних об'єктів до тих або інших календарних сезонів. Наприклад, там є такі рядки:
| Ліві лапки | Строго за этим следи, и до самого нового года Ночи выравнивай с днями, пока не родит тебе снова Общая матерь-земля пищевых всевозможных припасов. Только лишь царственный Зевс шестьдесят после солнцеворота Зимних отмеряет дней, как выходит с вечерней зарёю Из океанских священных течений Арктур светоносный И в продолжение ночи все время сверкает на небе. | Праві лапки |

## Ресурси Інтернета
- Гесіод — Роботи і дні  [Архівовано 14 січня 2012 у Wayback Machine.]